# The Love Movement
Albums de A Tribe Called Quest
Beats, Rhymes and Life
(1996) The Anthology
(1999)
Singles
1. Hot Sex
Sortie : 1992
2. Find a Way
Sortie : 1998
3. Like It like That
Sortie : 1998

The Love Movement est le cinquième album studio du groupe A Tribe Called Quest, sorti le 29 septembre 1998.
L'album s'est classé 3e au Top R&B/Hip-Hop Albums et au Billboard 200 et a été certifié disque d'or par la Recording Industry Association of America (RIAA) le 1er novembre 1998.

## Liste des titres
| No  | Titre                                                                  | Contient un (des) sample(s) de | Durée |
| --- | ---------------------------------------------------------------------- | --- | ----- |
| 1.  | Start It Up                                                            | Sweet Georgia Brown des Singers Unlimited et Patrick Williams                                                                         | 3:18  |
| 2.  | Find a Way                                                             | Technova (La Em Copacabana) de Towa Tei featuring Bebel Gilberto Got 'Til It's Gone de Janet Jackson featuring Q-Tip et Joni Mitchell | 3:23  |
| 3.  | Da Booty                                                               | Cissy Strut des Meters | 3:20  |
| 4.  | Steppin' It Up (featuring Busta Rhymes et Redman)                      | Leo: Rosebud de Cannonball Adderley                                                                                                   | 3:21  |
| 5.  | Like It like That                                                      | | 2:46  |
| 6.  | Common Ground (Get It Goin' On)                                        | | 2:49  |
| 7.  | 4 Moms (featuring Spanky)                                              | | 1:49  |
| 8.  | His Name Is Mutty Ranks                                                | Not Guilty d'Aswad | 1:56  |
| 9.  | Give Me (featuring N.O.R.E.)                                           | Give Me d'I-Level Motownphilly des Boyz II Men                                                                                        | 3:27  |
| 10. | Pad & Pen (featuring D-Life)                                           | Graduate Medley de Gap Mangione Yearning for Your Love du Gap Band                                                                    | 3:23  |
| 11. | Busta's Lament                                                         | Goin' Through Changes de Feather | 2:38  |
| 12. | Hot 4 U                                                                | New Horizons des Sylvers | 3:15  |
| 13. | Against the World                                                      | | 3:58  |
| 14. | The Love                                                               | Little Sunflower de Freddie Hubbard La Di Da Di de Doug E. Fresh et Slick Rick                                                        | 4:02  |
| 15. | Rock Rock Y'all (featuring Punchline, Jane Doe, Wordsworth et Mos Def) | What Can You Bring Me? de Charles Wright & the Watts 103rd Street Rhythm Band                                                         | 4:17  |

| 16. | Scenario (Remix) (featuring Kid Hood, Cut Monitor Milo, Charlie Brown, Dinco D et Busta Rhymes) | Blind Alley des Emotions Soul Vibrations de Kool & the Gang Funky Granny de Kool & the Gang Ecstasy des Ohio Players Remember the Time de Michael Jackson | 5:18 |
| 17. | Money Maker                                                                                     | Get Up (I Feel Like Being a) Sex Machine de James Brown Fire des Ohio Players                                                                             | 4:22 |
| 18. | Hot Sex                                                                                         | Who's Making Love de Lou Donaldson | 2:46 |
| 19. | Oh My God (Remix)                                                                               | | 4:02 |
| 20. | Jazz (We've Got)                                                                                | | 4:18 |
| 21. | One Two Shit (featuring Busta Rhymes)                                                           | | 4:32 |